# Ib Kristensen
Ib Due Kristensen (født 29. november 1951 i Grindsted) er en dansk politiker, som var borgmester i Billund Kommune, valgt for Venstre fra 2007 til 2021.

## Baggrund og karriere
Ib Due Kristensen blev født på Kærvej 7 i Grindsted den 29. november 1951, han er søn af arbejdsmand Ansgar Kristian Kristensen og hustru Minna Boel Rasmmussen Dus. Forældrene var blevet viet i Sdr. Stenderup Kirke i 1948.
Kristensen blev uddannet blikkenslager i 1966 og kloakmester i 1972. Fra 1977 til 2001 var han selvstændig indenfor entreprenørbranchen.
I 1997 blev han medlem af Grindsted Kommunalbestyrelse og i 2001 blev han kommunens borgmester. Han fortsatte som borgmester i den nye Billund Kommune fra 2007. Efter 20 år som borgmester besluttede Kristensen ikke at genopstille til kommunalvalget 2021. Stephanie Storbank, også fra Venstre, overtog i stedet borgmesterposter 1 januar 2022.